# 20e division d'infanterie (France)
La 20e division d'infanterie est une division d'infanterie de l'armée de terre française qui a participé à la Première et à la Seconde Guerre mondiale, ainsi qu'à la guerre d'Algérie. Créée pour la première fois en 1873, elle est formée à plusieurs reprises en Bretagne.

## Création et différentes dénominations
- 1873 : formation de la 20e division d'infanterie
- 192? : dissoute

- 1939 : nouvelle formation de 20e division d'infanterie
- 1940 : dissolution
- 1956 : nouvelle formation de la 20e division d'infanterie
- 1963 : devient 20e division
- 1964 : dissoute

## Commandants
- 18 octobre 1873 : général de Sonis
- 28 février 1880 : général Sée
- 3 mars 1883 : général Goury
- 29 décembre 1886 - 23 juin 1888 : général Villain
- 7 juillet 1888 : général Hervé
- 9 janvier 1889 : général Vosseur
- 23 septembre 1892 : général Gallimard
- 28 février 1897 : général de Roince
- 13 janvier 1901 - 9 février 1902 : général Geffrier
- 7 octobre 1902 - 13 octobre 1907 : général Davignon
- 13 octobre 1907 - 7 octobre 1910 : général Zimmer
- 1er octobre 1910 : général Defforges
- 8 novembre 1910 - 14 janvier 1911 : général de Ferron
- 25 janvier 1911 - 5 novembre 1912 : général Lanrezac
- 21 décembre 1912 - 20 mars 1914 : général Joppé
- Juin - août 1914 : général Elie Boe
- septembre  1914 : Martial Adolphe Rogerie
- 8 octobre 1914 - 10 septembre 1915 : général Anthoine
- 16 janvier 1916 : général Hennocque
- 17 janvier 1918 - 16 juin 1918 : général Putois
- 19 février 1919 - 1er janvier 1924 : général Blondin
- 1939 - 1940 : général Corbé
- 1956 - 1957 : général Simon[1]
- 1957 - 1958 : général de Pouilly[2]
- 1962 : général Le Masson[3]

## Première Guerre mondiale

### Composition
- 2e régiment d’infanterie d’août 1914 à novembre 1918
- 25e régiment d’infanterie d’août 1914 à novembre 1918
- 47e régiment d’infanterie d’août 1914 à novembre 1918
- 136e régiment d’infanterie d’août 1914 à avril 1917
- un bataillon du 29e régiment d’infanterie territoriale d'août à novembre 1918

### Historique
- Mobilisée dans la 10e région

#### 1914
- 5 - 13 août : transport par V.F. dans la région Attigny, Le Chesne : stationnement et couverture sur la Meuse, vers Sedan.
- 13 - 24 août : mouvement, par Vendresse et Rocroi, vers la Sambre, atteinte à l’est de Charleroi.

22 et 23 août, engagée dans la bataille de Charleroi : combats dans la région de Wagnée.
- 24 août – 6 septembre : repli, par Chimay et Hirson, sur Guise.

29 août : engagée, vers Audigny dans la bataille de Guise. À partir du 30 août, continuation du repli, par Sissonne, Épernay et Vertus, sur Sézanne.
- 6 – 13 septembre : engagée dans la 1re bataille de la Marne ; du 6 au 10, bataille des Deux Morins et bataille des Marais de Saint-Gond : combats vers Sézanne, le Thoult-Trosnay, Corfélix et Bannay. À partir du 10, poursuite par Bergères-lès-Vertus et Épernay en direction de Sillery.
- 13 – 18 septembre : engagée dans la 1re bataille de l’Aisne : combats dans la région du fort de la Pompelle ; le 16 septembre, occupation du fort de la Pompelle ; stabilisation du front.
- 18 – 25 septembre : retrait du front ; mouvement vers le nord-ouest de Reims. Engagée à nouveau, les 19 et 20 septembre (combats aux Cavaliers de Courcy). Puis retrait du front et mouvement vers la région de Muizon.
- 25 septembre – 2 octobre : mouvement vers Verberie. À partir du 29 septembre, transport par V.F. dans la région d’Amiens, puis mouvement par le nord.
- 2 – 6 octobre : engagé dans la 1re bataille d’Artois : combats vers Neuville-Vitasse, Mercatel et Beaurains.
- 6 octobre 1914 – 26 juillet 1915 : occupation d’un secteur vers Agny et Blangy, étendu à gauche, le 14 novembre, jusque vers la Maison-Blanche :

22 - 31 octobre, attaques allemandes sur Arras.
17 décembre, attaque française sur Saint-Laurent-Blangy.
25 avril 1915, front réduit, à gauche, jusqu’à Saint-Laurent-Blangy. À partir du 20 mai 1915, mouvement de rocade vers le nord et occupation d’un nouveau secteur vers Ecurie et Roclincourt :
30 mai - 16 juin, violents combats.
6 juillet, front étendu, à gauche, jusqu’au Labyrinthe.

#### 1915
- 26 juillet – 10 août : retrait du front ; repos vers Amiens. À partir du 31 juillet, transport par V.F. dans la région de Revigny.
- 10 août 1915 – 23 juin 1916 : mouvement vers le front et occupation d’un secteur de la Houyette et l’Aisne, réduit à gauche, du 14 au 26 septembre, jusqu’à la route de Binarville.

25 septembre : éléments engagés dans la 2e bataille de Champagne, devant Servon-Melzicourt.

#### 1916
- 23 juin – 12 juillet : retrait du front vers Sainte-Menehould et à partir du 26 juin, transport par V.F. dans la région de Saint-Omer-en-Chaussée ; repos et instruction au camp de Crèvecœur-le-Grand.
- 12 – 16 juillet : mouvement vers Grivesnes ; repos.
- 16 juillet – 12 novembre : mouvement vers le front et occupation d’un secteur entre le nord de Maucourt et la voie ferrée d’Amiens à Chaulnes, étendu à droite, le 19 août, jusqu’au sud de Maucourt. Engagée, à la fin d’août, dans la bataille de la Somme : les 4, 5 et 6 septembre, attaques françaises ; prise de Chilly.
- 12 – 30 novembre : retrait du front et repos vers Maignelay.
- 30 novembre 1916 – 2 janvier 1917 : mouvement vers le front et occupation d’un secteur vers le sud de Pressoire et la voie ferrée d’Amiens à Chaulnes.

#### 1917
- 2 janvier – 7 février : retrait du front et mouvement vers Ailly-sur-Noye, puis, à partir du 10 janvier, vers Crèvecœur-le-Grand ; instruction au camp.
- 7 février – 21 mars : occupation vers Beuvraignes et le sud d’Armancourt, réduit à gauche, le 27 février, jusque vers Popincourt. À partir du 17 mars, poursuite des troupes allemandes à la suite de leur repli sur la ligne Hindenburg : prise de Margny-aux-Cerises (17 mars), de Dury (19 mars), de Tugny (20 mars) et d’Happencourt (21 mars).
- 21 mars – 24 avril : retrait du front ; mouvement, par Breteuil et Meaux, vers Athis, puis vers le front.
- 24 avril – 25 mai : occupation d’un secteur vers le mont Cornillet et la ferme des Marquises : 30 avril, attaque sur le mont Cornillet, puis progression dans le bois de la Grille (bataille des Monts).
- 25 mai – 15 juin : retrait du front ; repos à l’ouest de Châlons-sur-Marne.
- 15 juin – 14 juillet : transport par camions dans la région de Verdun ; travaux.
- 14 juillet – 8 août : occupation d’un secteur vers la côte du Poivre et Louvemont : préparatifs d’offensive.
- 8 – 29 août : retrait du front; repos et instruction dans la région de Verdun.

20 août : éléments engagés dans la 2e bataille Offensive de Verdun, vers la côte 344.
- 29 août – 20 octobre : occupation d’un secteur vers Samogneux et la côte de Talou : 9 septembre, 2 et 6 octobre, attaques allemandes repoussées.
- 20 octobre – 6 novembre : retrait du front ; repos vers Vanault-les-Dames.
- 6 novembre 1917 – 3 mars 1918 : transport dans la région de Verdun, puis occupation d’un secteur vers les Éparges et Haudiomont.

#### 1918
- 3 mars – 23 mai : retrait du front, mouvement vers Sommedieue ; travaux. À partir du 21 mars, occupation d’un secteur vers Bezonvaux et le bois le Chaume, étendu à gauche, le 26 mars, jusque vers Beaumont-en-Verdunois : 17 avril, combat au bois des Caurières.
- 23 – 27 mai : retrait du front, mouvement vers Tannois ; repos.
- 27 mai – 27 juin : transport par V.F. ; au fur et à mesure de leur débarquement, les unités de la D.I. sont engagées dans la 3e bataille de l'Aisne, au nord, puis au sud de Jaulgonne. Organisation du terrain vers Mézy et Tréloup.
- 27 juin – 15 juillet : transport par camions dans la région de Dammartin-en-Goële (repos), puis le 5 juillet, dans la celle d'Orbais-l'Abbaye : travaux de 2e position au sud de Dormans.
- 15 juillet – 26 août : mouvement vers le front. Engagée dans la 4e bataille de Champagne, puis, à partir du 18 juillet, dans la 2e bataille de la Marne : défense du front Saint-Agnan, La Chapelle-Monthodon, Comblizy, Nesle-le-Repons ; contre-attaques sur le plateau de la Bourdonnerie. À partir du 22 juillet, passage de la Marne et progression au nord.

3 août : franchissement de l’Ardre entre Savigny-sur-Ardres et Courville.
4 août : la Vesle est atteinte. Puis organisation d’un secteur sur la rive gauche de cette rivière, vers Breuil-sur-Vesle et Magneux.
- 26 août – 1er novembre : retrait du front, mouvement vers Igny-le-Jard ; repos.

13 septembre : transport par V.F. à Corcieux ; à partir du 17 septembre, occupation d’un secteur vers la Fave et la Chapelotte.
5 - 16 octobre, retrait du front et repos dans la vallée de la Meurthe. À partir du 16 octobre, occupation d’un secteur vers la Fave et le Rabodeau.
- 1er - 11 novembre : retrait du front et mouvement vers Bruyères ; repos. À partir du 5 novembre, mouvement par étapes vers Corcieux, Arches et Thaon ; préparatifs d’offensive.

#### Rattachements
Affectation organique : 10e corps d’armée, d’août 1914 à novembre 1918
- 1re armée :

13 – 17 avril 1917.
- 2e armée :

29 septembre – 4 octobre 1914
14 octobre – 8 novembre 1914
20 – 30 juillet 1915
15 juin 1917 – 26 mai 1918
- 3e armée :

31 juillet 1915 – 25 juin 1916
11 janvier – 7 avril 1917
- 4e armée :

18 avril – 14 juin 1917
28 mai 1918
- 5e armée :

2 août – 8 septembre 1914
12 – 28 septembre 1914
20 juillet – 13 septembre 1918
- 6e armée :

26 juin – 10 juillet 1916
27 mai 1918
29 mai – 28 juin 1918
8 – 16 juillet 1918
- 7e armée :

14 septembre – 9 novembre 1918
- 9e armée :

9 – 11 septembre 1914
6 – 7 juillet 1918
17 – 19 juillet 1918
- 10e armée :

5 – 13 octobre 1914
9 novembre 1914 – 19 juillet 1915
11 juillet 1916 – 10 janvier 1917
8 – 12 avril 1917
29 juin – 5 juillet 1918
10 – 11 novembre 1918

## Seconde Guerre mondiale

### Drôle de guerre
Le 10 mai 1940 la 20e DI, sous les ordres du général Corbe, est rattachée au 42e corps d'armée de forteresse qui est intégré à la 3e armée.
En cas d'intervention au Luxembourg, le groupe de reconnaissance de division d'infanterie de la 20e DI, le 31e GRDI, doit entrer dans ce pays en renforcement de la 3e division légère de cavalerie et de la 1re brigade de spahis pour y mener une action retardatrice.

### Composition
En mai 1940, la 20e division d'infanterie se compose de :
- 2e régiment d'infanterie
- 47e régiment d'infanterie
- 115e régiment d'infanterie
- 7e régiment d'artillerie divisionnaire
- 207e régiment d'artillerie lourde divisionnaire
- 31e groupe de reconnaissance de division d'infanterie
- et tous les services (Sapeurs mineurs, télégraphique, compagnie auto de transport, groupe sanitaire divisionnaire, groupe d'exploitation etc.)

## Après 1945
La 20e division d'infanterie est recréée le 23 mai 1956 en 3e région militaire (Bretagne), avec quartier général à Saint-Malo, dans le cadre du plan Valmy (par appel au contingent et rappel des classes libérées). Ses militaires viennent également de Normandie, de Vendée et du Poitou.
Elle arrive débarque à Alger début juin 1956 et va rejoindre la région de Palestro-Bouira et le Sud-Algérois (PC à Médéa). Elle participe aux opérations françaises menées après l'embuscade de Palestro.
Elle participe aux opérations dans la zone d'Orléansville, à l'ouest d'Alger. Elle fait partie de la division militaire d'Alger (devenue corps d'armée d'Alger en 1958 puis 23e corps en 1962).
Elle est dissoute le 31 décembre 1962 et recréée le lendemain par renommage du 23e corps. Elle comprend alors trois brigades : 31e brigade à Aïn Taya, 32e brigade à Blida et 33e brigade à Miliana. La 52e brigade (à Ouargla, précédemment subordonnée à la 26e division) lui est rattachée du 30 avril au 30 novembre 1963. La 20e division est finalement dissoute le 15 juin 1964.

## Insigne

### Premier insigne

Les armoiries de Rennes.

Le premier insigne de la division, réalisé en métal en 1939-1940 par l'entreprise Moret, présente un ovale (dont la couleur varie suivant le corps de troupe) à l'écu aux armes de Rennes (« palé d’argent et de sable de six pièces, au chef d’argent chargé de cinq mouchetures d’hermine de sable »), chargé d'une hermine passante.

### Second insigne
Après sa nouvelle formation en 1956, le général Simon commandant la division propose un nouvel insigne en septembre. Homologué G.1311, il est fabriqué en métal par Drago Paris et en tissu. Il présente une tête de licorne (peut-être une référence aux armoiries de Saint-Lô) encadrée par deux mouchetures d'hermine (symboles de la Bretagne).
Le chef, portant l'inscription 20e DI, disparait quand la division est renommée 20e division en 1963.

### Sources et bibliographie
- Service historique de l'état-major des armées, Les Armées françaises dans la Grande guerre, Paris, Impr. nationale, 1922-1934, onze tomes subdivisés en 30 volumes (BNF 41052951) :
  - AFGG, vol. 2, t. 10 : Ordres de bataille des grandes unités : divisions d'infanterie, divisions de cavalerie, 1924, 1092 p. (lire en ligne).
- Service historique de l'Armée de terre, Inventaire sommaire des archives de la Guerre 1914-1918, Troyes, Imprimerie « la Renaissance », 1969, 691 p. (lire en ligne), (BNF 35127448).